# Sawakin
Sawakin (arabiska: سواكن Sawákin) eller Suakin är en hamnstad i nordöstra Sudan på Röda havets västra kust. 1983 hade staden en befolkning på 18 030 invånare och 2009 uppskattades den till 43 337. Staden var tidigare regionens främsta hamnstad, men är nu mindre än Port Sudan, som ligger cirka 50 km längre norrut. Gamla staden i Sawakin som byggdes av korallsten består av ruiner. Färjor går dagligen från Sawakin till Jidda i Saudiarabien.

## Etymologi
Sawakin (سواكن) är arabiska och betyder "dwellers" eller "stillnesses." En folksägen knyter samman staden med legenden om kung Salomo och  djinnen, att när han landsförvisade dem blev de skickade till Sawakin (vilken gör stadens namn till fantasifullt plural för ordet fängelse, sijn).
Bejaspråkets namn för Sawakin är U Suk, troligen av det arabiska ordet suq, som betyder marknad. När lokativfallet för ordet används blir detta isukib, varifrån Sawakin kan ha härletts från.

## Historia

### Forntiden
Sawakin var troligen Ptolemeiska dynastins Goda hoppshamn, Limen Evangelis, vilken han beskrev såsom liggande på en cirkulär ö vid änden på en långt inlopp. Under Ptolemaios och romarna, var Röda havets främsta hamn Berenice Troglodytica i norr. Det växande muslimska kalifatet flyttade sedan handeln till Hijaz och senare till Persiska viken.

### Medeltiden
När de abbasidiska kalifatet föll samman och det Fatimidiska kalifatet tog över regionen blev al-Qusayr och Aydhab viktiga för handeln med Indien och för färjetrafiken med pilgrimer till Mekka. Sawakin omnämndes först vid namn på 900-talet av al-Hamdani, som säger att den redan var en forntida stad. Vid denna tid, var Sawakin en liten Bejabosättning, men den började växa efter att hamnen i Badi söderut övergetts. Korstågen och Mongolernas invasion drev mer handel till regionen: det finns ett antal referenser till Venezianska köpmän bosatta i Sawakin och Massawa så tidigt som på 1300-talet.

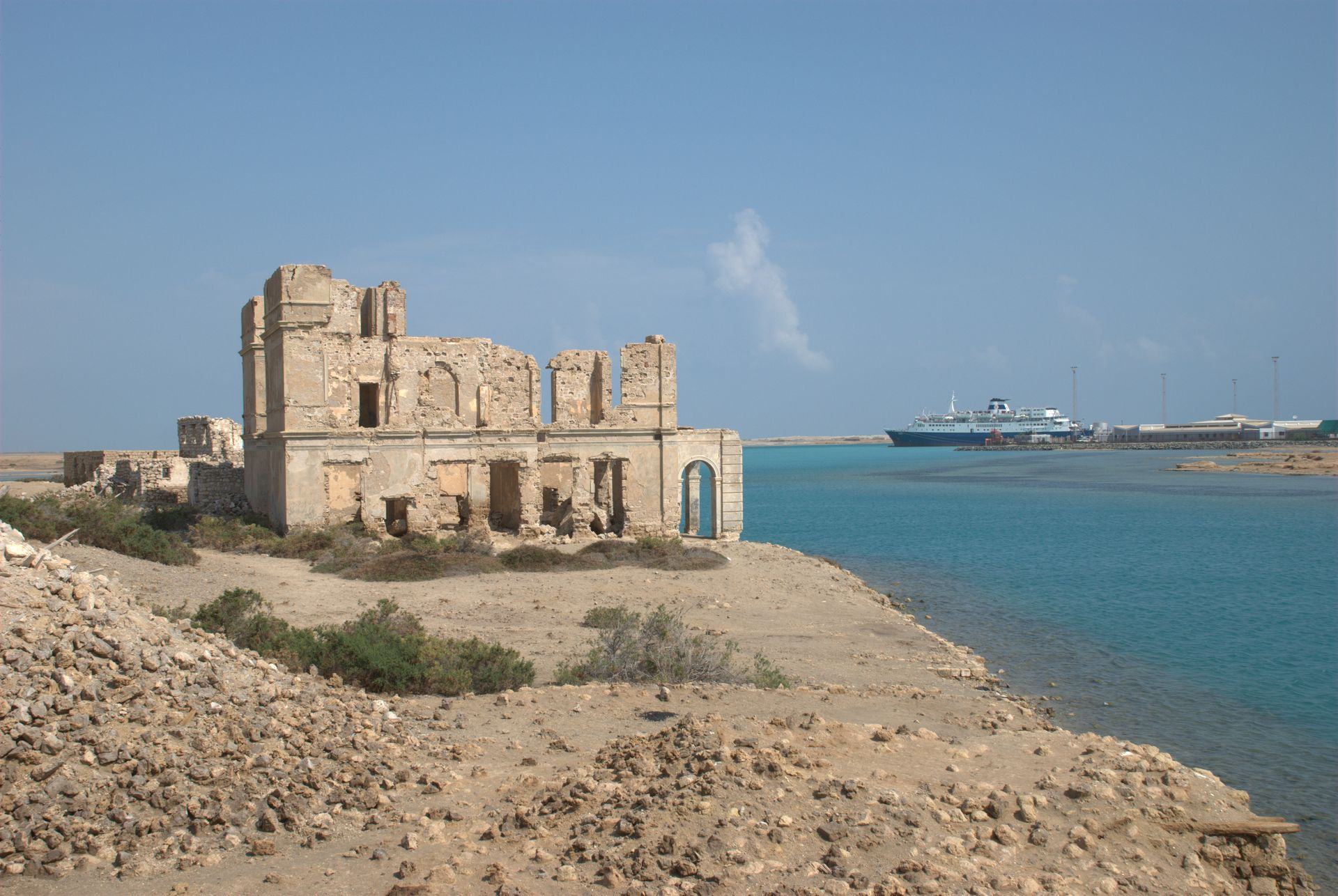
Sawakin

En av Sawakins härskare, Ala al-Din al-Asba'ani, förargade Mamluksultanen Baibars al-Bunduqdari genom att beslagta varor som hört till köpmän som dött till havs nära staden. År 1254 attackerade Qus guvernör och hansgeneral Ikhmin Ala al-Din med stöd av Aydhab. Al-Asba'ani tvingades fly staden. Det var möjligen som vedergällning för detta som David I av Makuria attackerade Aydhab och Assuan några år senare. De fortsatta fiendskapet mellan de två städerna bekräftas av rapporter, som förtäljer att efter förstörandet av Aydhab av sultan Barsbay 1426, slaktades de som flytt till Sawakin istället för till Dongola.
Lisom nubierna och etiopierna, var Bejafolket ursprungligen kristna. Trots stadens formella anslutning till mamlukerna 1317, ansåg O. G. S. Crawford att staden förblev ett kristet center en bit in på 1200-talet. Musmlimska immigranter såsom Banu Kanz förändrade detta gradvis: ibn Battuta skriver att 1332 fanns en muslimsk "sultan" i Suakin, al-Sharif Zaid ibn-Abi Numayy ibn-'Ajlan, som var son till en sharif. I enlighet med regionens arvslagar, ärvde han det lokala ledarskapet från sin Bejanska morbröder.

### Ottomanska riket och kolonialt styre

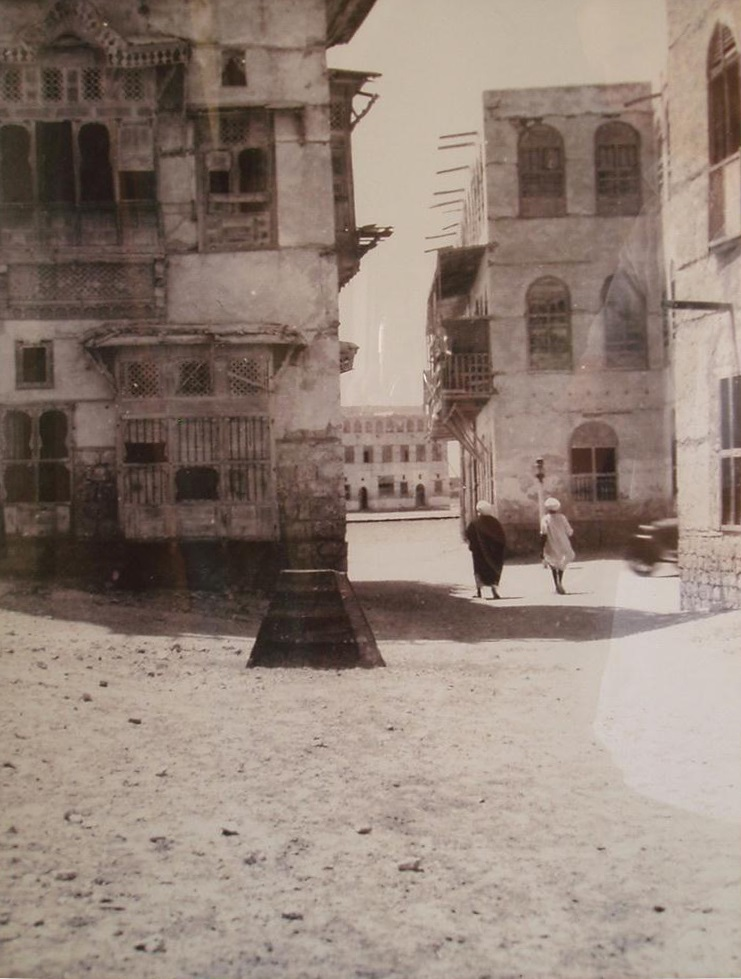
Suakin 1928.

1517 erövrade den osmanske sultanen Selim I hamnen och efter en kort ockupation av Funj, kom den att bli residensstaden för paschan i det Osmanska rikets provins Habeş som inkluderade Arqiqo och Massawa i dagens Eritrea. Under turkarna, minskade Suakin kraftigt, då portugisiska utforskare upptäckte och förbättrade sjövägen runt Afrika. När osmanerna inte kunde förhindra denna handel, började lokala köpmännen överge staden. 
En del handel hölls dock igång med Sultanatet Sennar, medn på 1700- och 1800-talen, fann den schweiziske resenären Johann Ludwig Burckhardt att två tredjedelar av stadens bostadshus låg i ruiner. Khediven Isma'il Pasha fick Sawakin från osmanerna 1865 och försökte återuppliva staden: Egyptierna byggde nya hus, kvarnar, moskéer, sjukhus, till och med en kyrka för inlfyttande kopter, men det misslyckade kriget mot Etiopien ledde till Mahdistupproret mot det brittiska kolonialstyret.
Herbert Kitchener använde Sawakin som sitt högkvarter och överlevde en långdragen belägring där, men efter Mahdins nederlag, föredrog britterna att utveckla nya Port Sudan istället för att engagera sig i den omfattande återuppbyggnaden och utvidgningen som skulle varit nödvändigt för att göra Sawakin jämförbar i storlek.

## Byggnader i Sawakin
En detaljerad beskrivning över byggnaderna i Sawakin med ritningar och detaljerade skisser finns i boken "The Coral Buildings of Suakin" by Jeanne-Pierre Greenlaw, Kegan Paul international, 1995, ISBN 0-7103-0489-7.

## Klimat
|                                            | Jan | Feb | Mar | Apr | Maj | Jun | Jul | Aug | Sep | Okt | Nov | Dec |
| ------------------------------------------ | --- | --- | --- | --- | --- | --- | --- | --- | --- | --- | --- | --- |
| Normaldygnets maximitemperaturs medelvärde | 26  | 26  | 27  | 30  | 33  | 38  | 42  | 41  | 37  | 33  | 30  | 27  |
| Normaldygnets minimitemperaturs medelvärde | 19  | 19  | 20  | 21  | 24  | 25  | 28  | 29  | 26  | 25  | 23  | 21  |
|                                            |     |     |     |     |     |     |     |     |     |     |     |     |
| Nederbörd                                  | 8   | 3   | 0   | 0   | 0   | 0   | 8   | 5   | 0   | 15  | 53  | 28  |

| Diagram | temperaturer i °C • månadsnederbörd i mm • Källa: Weatherbase | temperaturer i °C • månadsnederbörd i mm • Källa: Weatherbase | temperaturer i °C • månadsnederbörd i mm • Källa: Weatherbase | temperaturer i °C • månadsnederbörd i mm • Källa: Weatherbase | temperaturer i °C • månadsnederbörd i mm • Källa: Weatherbase | temperaturer i °C • månadsnederbörd i mm • Källa: Weatherbase | temperaturer i °C • månadsnederbörd i mm • Källa: Weatherbase | temperaturer i °C • månadsnederbörd i mm • Källa: Weatherbase | temperaturer i °C • månadsnederbörd i mm • Källa: Weatherbase | temperaturer i °C • månadsnederbörd i mm • Källa: Weatherbase | temperaturer i °C • månadsnederbörd i mm • Källa: Weatherbase | temperaturer i °C • månadsnederbörd i mm • Källa: Weatherbase |
|         | 8 26 19                                                       | 3 26 19                                                       | 0 27 20                                                       | 0 30 21                                                       | 0 33 24                                                       | 0 38 25                                                       | 8 42 28                                                       | 5 41 29                                                       | 0 37 26                                                       | 15 33 25                                                      | 53 30 23                                                      | 28 27 21                                                      |

### Fotnoter
1. ↑  World Gazeteer
2. 1 2 3 4  Berg, Robert: Suakin: Time and Tide Arkiverad 13 januari 2010 hämtat från the Wayback Machine.. Saudi Aramco World.
3. 1 2  Dahl, Gudrun & al: "Precolonial Beja: A Periphery at the Crossroads." Arkiverad 29 augusti 2017 hämtat från the Wayback Machine. Nordic Journal of African Studies 15(4): 473–498 (2006).
4. ↑  ”Weatherbase: Historical Weather for Sawakin, Sudan”. Weatherbase. 2011. http://www.weatherbase.com/weather/weather.php3?s=626520&refer=wikipedia.